# Estubeny
Estubeny es un municipio de la Comunidad Valenciana, España. Perteneciente a la provincia de Valencia, en la comarca de La Costera.

## Geografía
El municipio de Estubeny se encuentra en la Canal de Navarrés, en el linde con la comarca de La Costera.
Está situado en la cuenca del río Sellent y consta de una superficie montañosa con alturas que no superan los 300 m y cuya elevación más importante es el monte de Les Creuetes de 298 m.
El río Sellent, cruza el término de oeste a este y discurre encajonado entre terrenos calizos. Por su margen derecho recibe el barranco del Salado. Y algunos nacimientos de aguas salobres forman pequeñas charcas en el término.
En las zonas no cultivadas hay monte bajo y pastos de ganado cabrío. También hay actividad de caza menor.
Desde Valencia, se accede a esta localidad a través de la A-7 dirección Almansa /Albacete/Alicante para enlazar con la CV-590, carretera que conecta La Canal de Navarrés con Rotglà y Corbera, y que pasa por Estubeny por su parte oeste.

### Localidades limítrofes
El término municipal de Estubeny limita:
- Al norte con Anna y Sellent
- Al sur con Llanera de Ranes
- Al este con Játiva y Sellent
- Y al oeste con Anna

Todas ellas pertenecientes a la provincia de Valencia.

## Historia
Los primeros datos que se tienen sobre la ocupación humana del territorio que actualmente forma el término de Estubeny se remontan al Mesolítico y fueron encontrados en los parajes locales de la Coveta Baja y las Peñas Fondas del Barranco de la Barxilla. También se hallaron vestigios de los primeros tiempos de la Edad de los Metales, aunque no existen testimonios que vinculen entre sí tales descubrimientos. Además, se conocen numerosos yacimientos del Eneolítico y de la Edad del Bronce, encontrados en numerosas zonas del término.
Frente a esta abundancia de yacimientos de los principios de la Edad de los Metales contrasta la inexistencia de restos de Época Ibérica, que hasta ahora no han sido encontrados a pesar de las intensas exploraciones efectuadas.
Se conocen varios establecimientos de época romana: en el Llano de los Olivares, junto al Puntal del Barranco de las Cuevas, quedan los restos de una villa rústica que ha proporcionado abundante cerámica sigillata, la cual sitúa cronológicamente el yacimiento dentro de los primeros siglos de nuestra era; los restos de otra villa aparecida en Els Villars deben ser contemporáneos, y algo posteriores los de Lleus, en donde además de la sigillata se han encontrado tégulas, ímbrices y fragmentos de dollium.
Los primeros escritos en los que consta la formación de Estubeny datan de 1248, concretamente del 13 de mayo de ese mismo año, cuando el rey Jaime I donó a varias personas unas tierras en la alquería de Estubeny.
El municipio fue vinculado (y en algunos momentos dependiente) tanto de la administración como de la Colegiata eclesiástica de la ciudad de Xátiva. De esta última hasta 1535, cuando el arzobispo de Valencia instituyó una nueva rectoría bajo la advocación de San Onofre.
Fue territorio morisco hasta 1609 y tras su expulsión, el 11 de julio de 1611, se firmó la Carta Puebla del señorío, que estuvo bajo el poder de la familia Ferriol durante los siglos XVI y XVII, y posteriormente de Sebastián Gil.
En el terremoto de 1748, que destruyó el castillo de Montesa, se hundieron varias casas, entre ellas el antiguo Palacio señorial.
Dos siglos más tarde, la Diputación de Valencia decidió hacerse cargo del municipio y construyó la Casa Consistorial, además de una escuela y demás edificios públicos.

## Demografía
Estubeny cuenta con una población de 109 habitantes (INE 2024).

## Economía
Basada tradicionalmente en la agricultura. Predominan los cultivos de secano, principalmente olivos, viñedos y cereales. En las tierras de regadío se cultivan los agrios, el arroz, tomate, etc.

## Administración y política
| Periodo   | Nombre                      | Partido   |
| --------- | --------------------------- | --------- |
| 1979-1983 | Vicente Camallonga Ferrer   | PSPV-PSOE |
| 1983-1987 | Vicente Camallonga Ferrer   | PSPV-PSOE |
| 1987-1991 | Vicente Camallonga Ferrer   | PSPV-PSOE |
| 1991-1995 | Vicente Camallonga Ferrer   | PSPV-PSOE |
| 1995-1999 | Vicente Calatayud Martínez  | PP        |
| 1999-2003 | Vicente Calatayud Martínez  | PP        |
| 2003-2007 | Ramón Simón Pérez           | PP        |
| 2007-2011 | Ramón Simón Pérez           | PSPV-PSOE |
| 2011-2015 | Fernando Frigols Jordá      | PP        |
| 2015-2019 | Ramón Blanquer Bono         | PP        |
| 2019-2023 | Rafael Durán González       | PP        |
| 2023-act. | Maria Carmen García Frigols | PP        |

## Parajes Naturales
La Cabrentà de Estubeny
Se trata de un bosque húmedo de incalculable valor botánico y geológico, único en la Comunitat Valenciana, declarado paraje natural municipal.
También llamada la Selva de Estubeny, es de uno de los pocos ejemplares que quedan de selva mediterránea, con un microclima especialmente húmedo. En este paraje natural aparecen las abundantes aguas subterráneas del macizo del Caroig y son innumerables los manantiales y cascadas de aguas cristalinas que han dejado formaciones geológicas que se pueden admirar sin necesidad de introducirse en una cueva.
Deshabitada desde el fin de la Guerra Civil, es una zona con una gran riqueza vegetal que alberga árboles monumentales y diversas especies de plantas protegidas por su rareza o por estar en peligro de extinción. Además, es un sitio idóneo para avistar diversos tipos de aves tanto en el paraje como en el mirador ornitólogico con vistas a él.
Se accede a la Cabrentà a pie, atravesando un estrecho desfiladero y una pequeña cueva. La ruta está compuesta por un sendero habilitado y el camino está señalizado por paneles explicativos que ayudarán al visitante a entender mejor el encanto del sitio.

## Patrimonio
La iglesia parroquial de San Onofre fue construida en 1574 por orden del Patriarca San Juan de Ribera, ya que hasta ese entonces las celebraciones religiosas se realizaban en casa del señor feudal. Dos siglos más tarde, en 1748, el catastrófico terremoto de Montesa dañó el monumento, que fue reparado años después, finalizando su obra en el siglo XX con la construcción del campanario.
En ella se encuentran la imagen de la Virgen de los Dolores, tallada por el escultor José Esteve en 1795, y las piezas de los Oficios, un cáliz y custodia de plata junto con varias albas y casullas que fueron regaladas por el rey Carlos IV por mediación del Conde Alangel.
El edificio es pequeño y sencillo, al igual que su fachada, carente de decoración y donde se encuentra una inscripción que data el año de su restauración, 1880.
Su interior consta de una nave central con una única capilla lateral, dedicada a la patrona, la Mare de Déu dels Desamparats. Además de un altar mayor de estilo neobarroco.
El campanario, de forma rectángular, se encuentra situado detrás de la iglesia y separado de esta. En lo alto, lucen tres campanas de bronce de la factoría Roses de Atzeneta d’Albaida. Dos de ellas, las más grandes, llevan el nombre de la patrona y del Cristo del municipio, la Mare de Déu dels Dolors, datada de 1913 y el Cristo de la Buena Dicha, de 1953. Y una última, la más pequeña y reciente, la triple.

## Fiestas
- Fiesta de Reyes Magos, se celebra la llegada de los Reyes Magos el 5 de enero.
- San Antonio, se celebra el fin de semana posterior al 17 de enero con la tradicional quema de la hoguera.
- La Cassoleta, se celebra la víspera del Domingo de Ramos, para anunciar el final de la Cuaresma, donde la gente se reúne en el campo para hacer cazuelas (cassoletes).[12]
- San Onofre, se celebra el segundo fin de semana de junio. La festividad comienza el sábado con el encendido de la hoguera, donde luego se asan carnes a la brasa y en torno a ellas se sirve la cena, continuando con la fiesta popular. El domingo, sacan los santos a la calle (el pequeño y el grande) y desfilan en procesión.
- Las Fiestas Patronales se celebran el último fin de semana de agosto, a excepción de los años en los que el domingo cae 31, que se adelantan una semana. Esta festividad se celebra en honor al Santísimo Cristo de la Buena Dicha, la Inmaculada Concepción y la Mare de Déu dels Dolors.

En ella se realizan diversos actos como verbenas, carnaval, concurso infantil y concurso de paella. Destacan sus pintorescas y tradicionales "Despertás", donde se recorre el pueblo cantando poemas relacionados con la Virgen y los Santos con parada en varias casas, hasta llegar al interior de la iglesia, donde finaliza el acto.

## Deportes
- Estubeny dispone de un polideportivo multiusos en el que se pueden practicar: fútbol sala, pádel, balonmano, baloncesto, etc..
- También dispone de una piscina municipal que habilita en verano para el uso y disfrute de los habitantes y visitantes del municipio.
- Por otra parte, también es posible realizar rutas de senderismo, BTT y cicloturismo por los senderos que pasan por el término.